# Campañas germanas y sármatas de Constantino

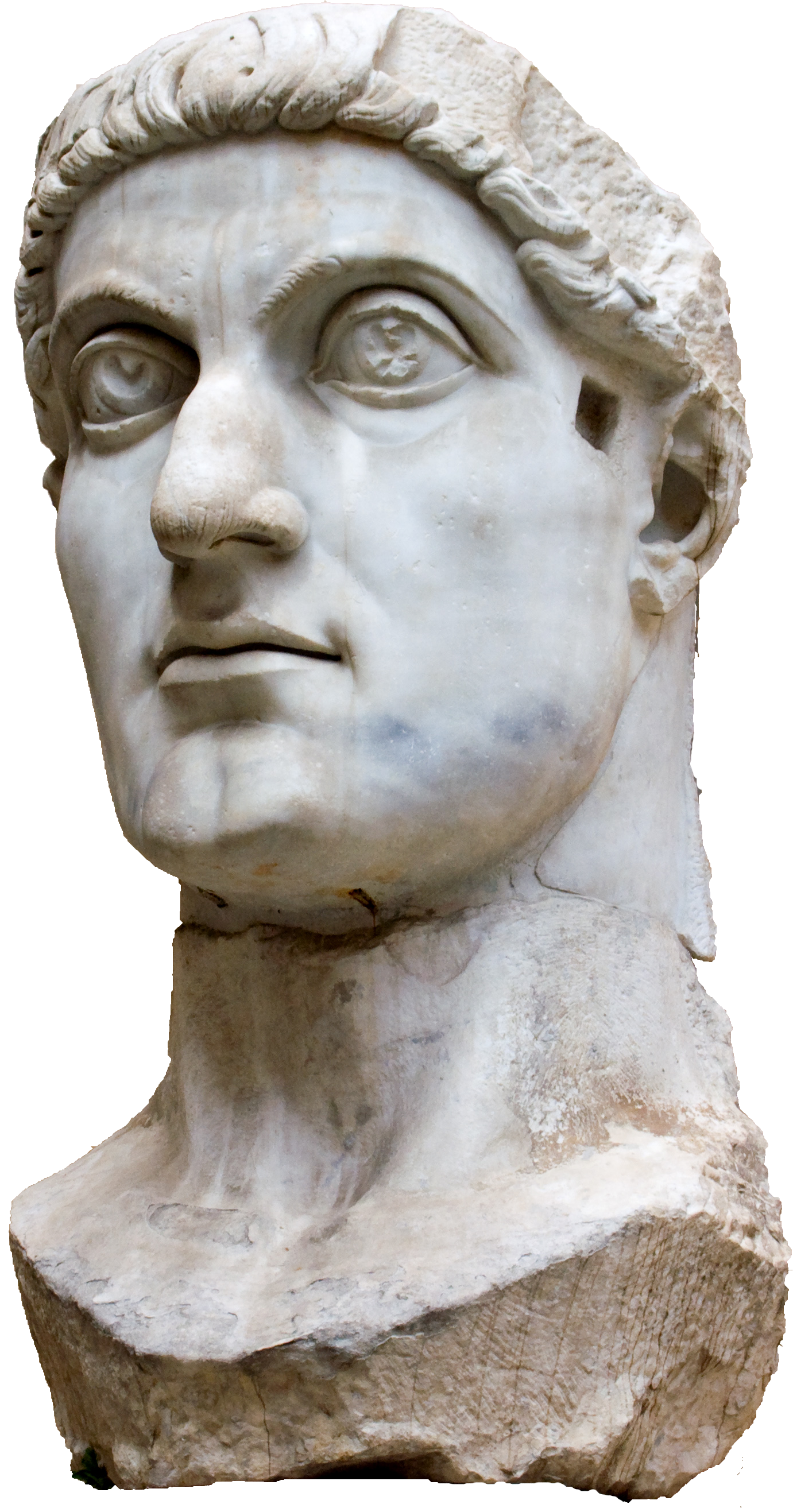
Cabeza del coloso de Constantino.

Las campañas germanas y sármatas de Constantino fueron una serie de expediciones comandadas por el emperador Constantino el Grande contra sus vecinos germanos (francos, alamanes y godos) y sármatas (yázigas) a lo largo de los limes fronterizos septentrionales del Imperio romano entre los años 306 y 336. 

## Antecedentes
El emperador Numeriano murió en noviembre de 284 y las tropas de la parte oriental del Imperio se negaron a reconocer a su hermano mayor, Carino, quien gobernaba en la parte occidental, como sucesor. Fue entonces que un general de origen ilirio llamado Diocleciano se convirtió en augusto del Oriente. En julio de 285 Carino murió y el emperador oriental nombró a Maximiano César, elevándolo a augusto en Occidente el 1 de abril del año siguiente. Había nacido una diarquía con dos coemperadores repartiéndose la responsabilidad de defender al Imperio contra germanos, sármatas, persas y las frecuentes rebeliones.
Dada la creciente dificultad para contener las revueltas internas y las incursiones bárbaras, en 293 se pasó a una tetrarquía: Galerio fue nombrado césar en Oriente y Constancio Cloro en Occidente. Sin embargo, el sistema entró en crisis poco después que los ancianos augustos abdicaran, dándose una larga serie de guerras civiles en las que los bárbaros aprovecharon de invadir el Imperio. Los nuevos augustos fueron los anteriores cesares. 
En 306, el hijo ilegítimo del augusto occidental, Constantino, salió de Bizancio sin permiso del augusto oriental, donde había vivido desde la época de Diocleciano, para reunirse con su padre. Se encontraron en Gesoriacum (Boulogne-sur-Mer) y juntos cruzaron el canal de la Mancha, acompañándolo en una serie de campañas contra los pictos y escotos al norte del muro de Adriano. En Eboracum (York) murió, el 25 de julio de 306, el augusto occidental, por lo que la guarnición romana de Britania y el general Chroco proclamaron como sucesor a su hijo ilegítimo. Sólo el cronista Lactancio afirma que fue nombrado por su padre en su lecho de muerte. Dicha elección seguía un principio dinástico en lugar de la meritocracia deseada por Diocleciano.
El augusto oriental, Galerio, le ofreció el título de césar, lo que Constantino aceptó, y nombró como nuevo augusto occidental a Severo II. El nuevo césar Constantino quedó a cargo de Britania y la Galia, mientras que Severo de Hispania, Italia y África, evitándose una guerra civil. Sin embargo, pocos meses después Majencio, hijo de Maximiano, fue aclamado augusto occidental por la guardia pretoriana y funcionarios como Marceliano, Marcelo y Luciano, pero no por el prefecto de la Ciudad, Abelio, quien fue asesinado.

## Campañas

### Período en el Rin (306-316)

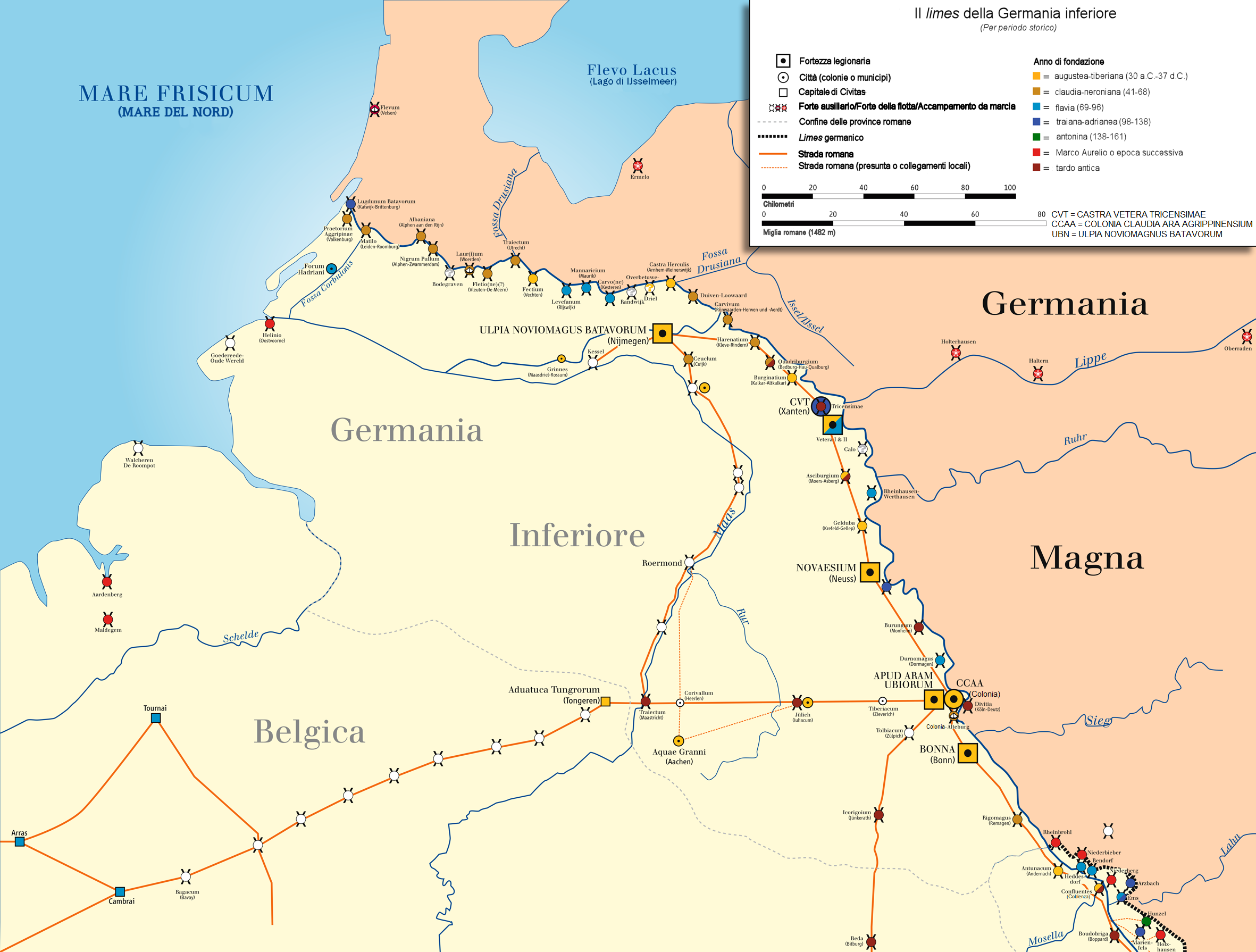
Mapa con las fortificaciones romanas en la zona del Bajo Rin.

El césar se instaló en Augusta Treverorum (Tréveris), en otoño de ese año y ahí permaneció seis años, convirtiendo esta urbe en su capital y construyendo el Aula Palatina en honor a su padre, obra completada en 310. También se preocupó de asegurar sus fronteras y mejorar la calidad de su propio ejército.
En la primavera de 307 lanzó una gran campaña contra los francos, camavos, brúcteros, queruscos y alamanes, demostrando, a pesar de su juventud, una gran determinación. Destacaron sus grandes victorias sobre los francos, que habían cruzado el Rin e invadido la Galia el año anterior. Se afirma que mientras los germanos buscaban donde vadear el río, el césar lo cruzó por sorpresa y quemó sus aldeas, robó su ganado y dio muerte o esclavizó a muchos de ellos, varios de los cuales acabaron como gladiadores. Por esto recibió el cognomen ex virtute de Germanicus maximus.
Durante ese año, mientras Majencio se preocupaba de defender Roma contra la ofensiva de Galerio, Maximiano hizo una alianza con Constantino casando a su hija, Fausta, con él y proclamándolo augusto. Maximiano volvió a Roma en el invierno de 307-308, después de crear las condiciones para el conflicto entre su yerno y su hijo.
En 308 Constantino fue nuevamente proclamado Germanicus maximus por vencer a los brúcteros. Al final de una nueva expedición contra los francos inició la construcción del fuerte de Divitia, al este del Rin, frente a Colonia Claudia Ara Agrippinensium (Colonia).
Para evitar una nueva guerra civil, el 11 de noviembre se celebró una reunión en Carnuntum a la que asistieron Maximiano, Diocleciano y el convocante Galerio. Se forzó al primero a abdicar, se degrado a Constantino a césar nuevamente y se nombró a Licinio, amigo fiel de Galerio, augusto occidental.
Constantino obtuvo nuevas victorias sobre alamanes y francos en 310, capturando a varios reyezuelos que uso para alimentar a las bestias en los juegos. Durante la expedición construyó un puente en Divitia de 420 metros de largo y 10 de ancho. Sin embargo, la sublevación de Maximiano en su contra  le obligó a abandonar la campaña contra los francos y a dar caza al rebelde hasta capturarlo en Massilia (Marsella) y forzarlo a suicidarse.

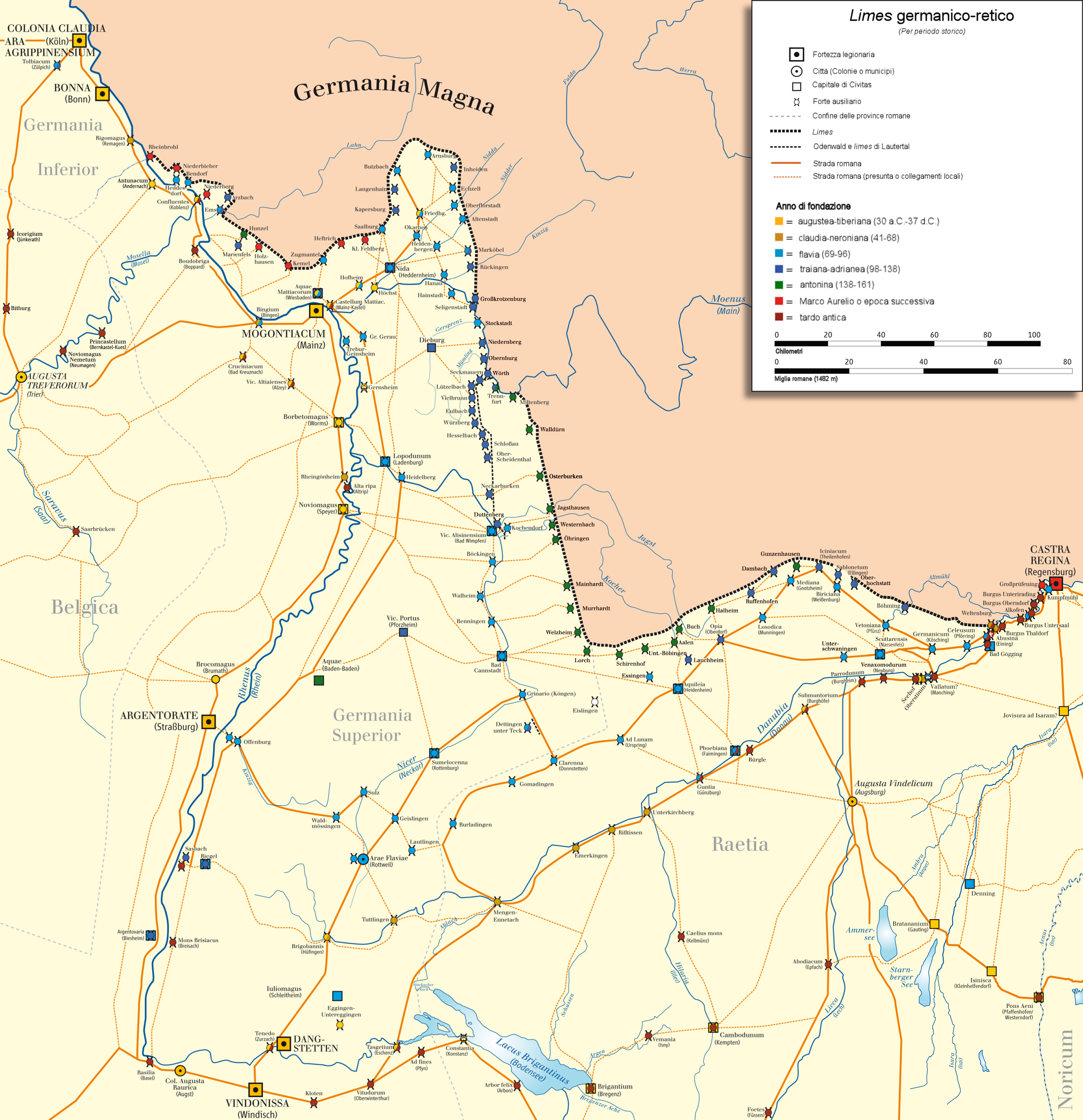
Mapa con las fortificaciones romanas en la zona del Alto Rin.

Al año siguiente Galerio murió y Maximino Daya se apoderó del Oriente, dejando a Licinio Ilírico. Poco después, Licinio y Constantino se aliaron para acabar con Majencio. Durante aquella temporada no hubo nuevas campañas, pero se realizaron trabajos para dejar expedita la calzada romana que une Colonia y Augusta Treverorum, o construir, cerca del antiguo fuerte de Noviomagus Batavorum, abandonado a finales del siglo anterior, dos fortalezas en Valkhof y Valkenburg. En 312 Constantino reunió un gran ejército, que incluía muchos prisioneros alamanes y britanos, e invadió Italia, venciendo a Majencio en las batallas de Turín, Verona y Puente Milvio. Italia cayó en su poder tras la muerte de su rival y así se proclamó augusto de todo Occidente.
Licinio fue a Mediolanum (Milán) en febrero de 313 a encontrarse con Constantino, que al parecer pasó el invierno en Roma, y firmaron una alianza fortalecida por el matrimonio de Licinio con Flavia Julia Constancia. Esto permitió a Licinio vencer a Daya en Tzirallum y darle muerte. Ahora sólo había dos augustos: Constantino en el oeste y Licinio en el este.
Mientras esto sucedía en el Oriente, Constantino lideró una nueva campaña contra los alamanes y francos que acabó en verano de ese año. Fingió cruzar el Rin dirigiéndose hacia su curso superior para atacar a los alamanes, sin embargo, luego embarcó en una flotilla y bajo para asaltar las aldeas francas, capturando a uno de sus reyes, y regresando por sus pasos para arrasar tierras alamanas. Las monedas acuñadas ese año decían GAVDIVM ROMANORVM ALAMANNIA.
Constantino volvió a Augusta Treverorum para vigilar la frontera del Rin y dirigir la construcción de fortificaciones en dicha cuenca. El 31 de julio de 315 volvió a Roma a celebrar sus decenales y su triunfo sobre Majencio. Las monedas de ese año lo llaman Victor y Triumphator.
El matrimonio de Licinio y Constancia no fue suficiente para impedir una nueva guerra civil. Constantino quiso ocupar las tierras del otro augusto y comenzaron las hostilidades, movilizando los ejércitos y dándose varias batallas. El emperador occidental venció en las batalla de Cibalis y Mardia, obteniendo Iliria pero no Tracia en la paz firmada el 1 de marzo de 317 en Serdica (Sofía). Ahora tenía que defender los limes sarmaticus o pannonicus, donde había servido como oficial de Galerio en 305, dando muerte a un jefe bárbaro en duelo singular.

### Período en Panonia (317-324)

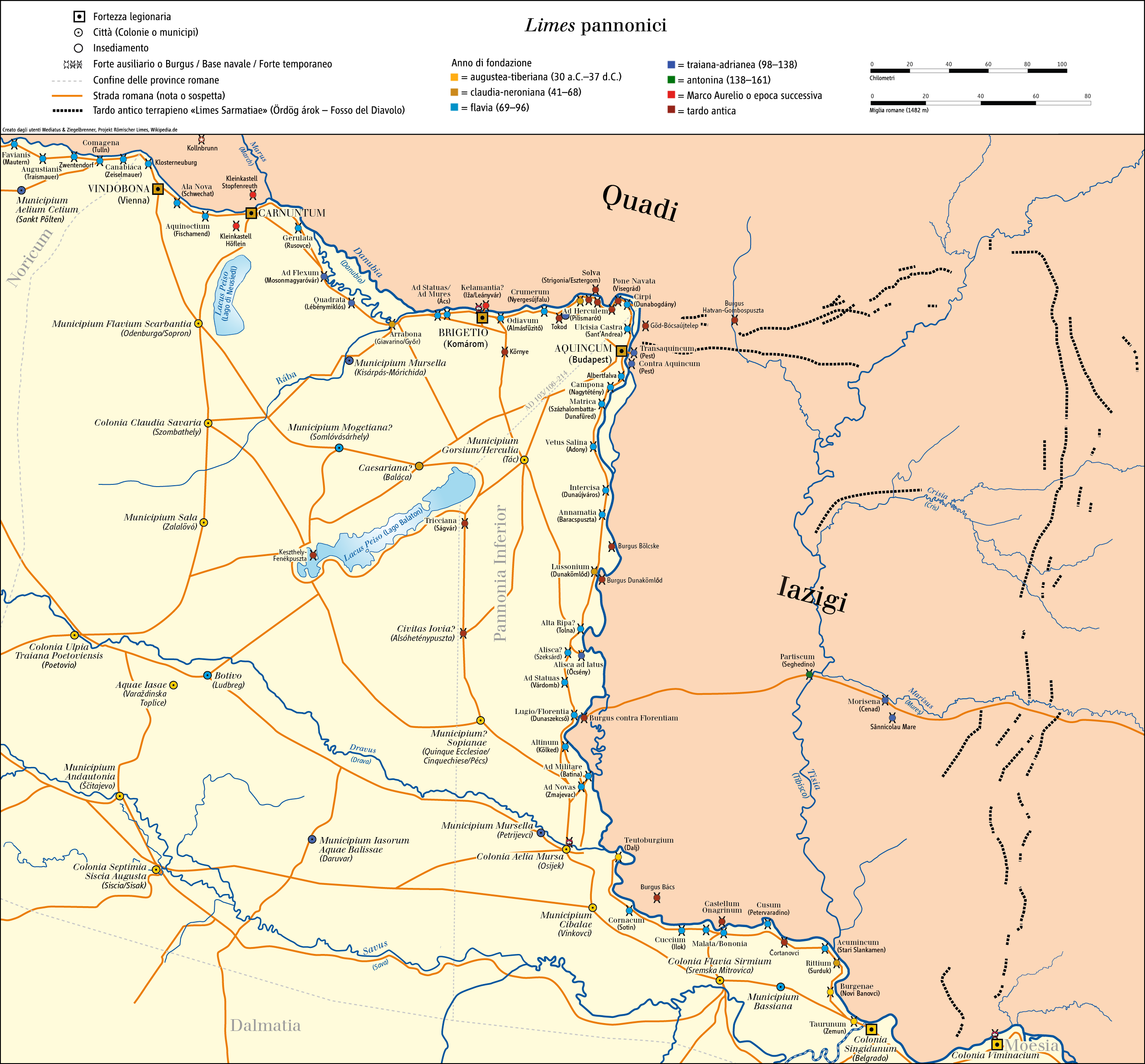
Mapa de las defensas romanas en la zona de Panonia. En negro pueden apreciarse las fortificaciones construidas por Constantino en territorio de los yázigas.

Después de los eventos antes descritos, Constantino luchó contra los sármatas yázigas en las fronteras de Panonia, obteniendo el título de Sarmaticus maximus según una inscripción encontrada en Mauritania y fechada para 319. Por ello, el arqueólogo húngaro András Mócsy cree que el emperador vivió en Sirmio (Sremska Mitrovica) hasta 324, cuando marchó a la guerra final con Licinio. También teoriza que sus residencias favoritas entre 317 y 323 fueron esta última y Serdica.
Constantino se mostró muy activo, viajando por toda la frontera danubiana recién adquirida en la paz de Serdica, inspeccionando las fortalezas de Panonia Inferior, construyendo otras nuevas en dirección a la cuenca del Tisza, incrementando las flotas fluviales del Danubio, Sava, Drina y Morava y las marítimas del Adriático y Egeo, fortificando los puertos de Aquileia (Aquilea), El Pireo (Atenas) y Tesalónica (Salónica) con astilleros y arsenales y, finalmente, mejorando el equipamiento naval. Entre tanto, en 320, su primogénito, Crispo, un prefecto de apenas quince años que estaba a cargo de la Galia, obtuvo sus primeras victorias luchando contra francos y alamanes a lo largo del Rin.
Después de rechazar una invasión yáziga en Panonia en 322, parece que inició la construcción de una red de fortificaciones llamada limes sarmaticus o fosa del diablo, aunque quizás había sido comenzada años atrás por Diocleciano y que empezaban en Aquincum (Budapest), llegaban hasta el Tisza, seguían al este y luego doblaba al sur, cruzaban el Marisus, tomaban el Banato hasta volver al Danubio en Viminacium (Kostolac). Por ello la acuñación de ese año y el siguiente incluyen el lema SARMATIA DEVICTA y se le volvió a dar el título de Sarmaticus maximus.
Zósimo menciona lo que parece ser una nueva invasión yáziga en 323, aunque es posible que se trate de una confusión y se refiera a la ocurrida el año anterior. Los sármatas usaron a sus hábiles arqueros e incluso intentaron quemar una fortificación de madera, pero la guarnición era grande y Constantino llegó a tiempo para atacarlos por la retaguardia, matando a muchos, capturando a otros y dispersando a los sobrevivientes. Al parecer la ciudad atacada fue Campona (Nagytétény) al sur de Aquincum.
Ese mismo año, los godos de Rausimodo intentaron cruzar el Danubio por la zona entre Mesia Inferior y Tracia. Informando del evento, Constantino salió de Tesalónica y fue a enfrentarlos, pero los invasores, al saber de su proximidad, se retiraron hacia Valaquia, mas no fueron lo suficientemente rápidos y el emperador les dio alcance, produciéndose una batalla cuando los bárbaros buscaban refugio en una colina boscosa que acabó con la masacre de los godos y la muerte de su rey. Muchos fueron hechos prisioneros y distribuidos en la zona como colonos, especialmente en Bononia (Vidin). Los godos pidieron la paz.
Sin embargo, Constantino había atacado a un enemigo en el territorio de Licinio, lo que comenzó una nueva guerra entre ambos. Al mismo tiempo, el augusto occidental siguió celebrando en sus monedas el lema SARMATIA DEVICTA.
Licinio fue vencido en 324 y Constantino unificó todo el Imperio bajo su mando. Consciente de las recientes guerras con los godos, decidió construir puentes de piedra para atemorizarlos. El primero entre Oescus (Pleven) y Sucidava (Corabia) y el segundo entre Transmarisca (Tutrakan) y Constantiana Daphne ( Constantiana Daphne). Tanto Sucidava como Daphne eran cabezas de puente al norte del Danubio.

### Período de lucha contra los godos y “reconquista” de Dacia (324-336)

Mapa de los limes fronterizos en el Bajo Danubio. En verde claro se ven las defensas construidas por Constantino.

Ahora Constantino era amo único (Restitutor orbis) y absoluto (Dominus et Deus) del Imperio, y dedicó la última fase de su gobierno a las defensas del Rin y Danubio. Las legiones consiguieron recuperar el control de los territorios abandonados por Galieno y Aureliano el siglo anterior: Alamania (Agri Decumates), Sarmatia (Banato) y Gotia (Oltenia y Valaquia), creando un nuevo sistema defensivo llamado Brazda lui Novac. Además, Constantino continuó las reformas militares iniciadas cuatro décadas antes por Diocleciano, aumentando el número de legiones de 55 o 56 de la época de la tetrarquía a 62 o 64 para cuando murió.
Crispo realizó entre 324 y 325 campañas contra los alamanes y grabando en sus acuñaciones Alamannia devicta. Durante estos años agregó a sus residencias preferidas de Serdica y Sirmio la ciudad de Nicomedia (İzmit).
En 328 el emperador y su hijo homónimo debieron intervenir en el Alto Rin para detener una invasión de los alamanes a la Galia. La guerra parece haber durado varios años, porque el augusto y su hijo no pudieron reclamar el título de Alamannicus maximus hasta 331 o 332. Al mismo tiempo, en 328, los godos y sármatas volvieron a amenazar la cuenca media y baja del Danubio, obligando al emperador a pasar tiempo supervisando la construcción del puente entre Oescus y Sucidava para llevar la guerra a Gotia. También que el camino hacia Romula (Dobrosloveni) fuera nuevamente pavimentado. Devastó las tierras góticas y esclavizó a muchos.
Los godos volvieron al ataque en 329, penetrando en Mesia y Tracia, pero Constantino logró repelerlos nuevamente y volvió a sus territorios después de construir un puente de piedra en la región de Escitia. Fue nombrado por cuarta vez Germanicus maximus y por primera vez Gothicus maximus.
En 331 o 332 los visigodos, que estaban acosando a los sármatas aliados de Roma, invadieron sus territorios y luego las provincias balcánicas pero fueron vencidos cerca de la actual Varna,  batalla en la que participaron Constantino y su hijo homónimo. Esta derrota, unida a la hambruna y las heladas, mataron a más de 100.000 godos, que pidieron la paz y entregaron rehenes, incluyendo a Ariarico, hijo del rey,  además de contingentes auxiliares a cambio de semillas y trigo. El tratado convirtió a los visigodos en foedus que se comprometieron a defender al Imperio aportándole 40.000 guerreros. Esta paz se mantuvo hasta tiempos de Juliano e incluso hasta 375. Por sus victorias, Constantino fue nombrado Gothicus maximus y Debellatori gentium barbararum, «debacle de los pueblos bárbaros»; las monedas de 331 y 332 celebraban como si Sarmatia y Gotia fueran provincias romanas.
Como resultado de la paz, Constantino se concentró de Brazda lui Novac, que corría paralelo al norte del Bajo Danubio, desde Drobetae (Drobeta-Turnu Severin) por la llanura este de Valaquia hasta el río Siret, protegiendo los territorios “reconquistados” con un sistema de nuevas fortificaciones y puentes que cruzaban el Danubio.
En 334, los yázigas, que habían solicitado la intervención “amistosa” del Imperio, nuevamente dieron problemas cuando estalló una guerra civil entre los argaragantes y limigantes. Los primeros fueron esclavizados por los segundos y se estaban dedicando a cazar a sus antiguos amos por todo el Banato, obligando a Constantino a intervenir. Al parecer, tuvo que lanzar una expedición militar en la llanura del Tisza para acabar con el conflicto. Por ello fue titulado por tercera vez Sarmaticus maximus. La arqueología parece indicar que ocupó la zona montañosa del Banato, a lo largo de las antiguas calzadas que contactaron Dierna (Orșova) y Lederata (Baziaș) con Tibiscum (Caransebeș). El augusto también debió distribuir una masa de 300.000 refugiados por Escitia, Italia, Macedonia, Tracia, Mesia Superior y Panonia Inferior.
Hacia el 335 los vándalos de Visimar (o Wisumar), que habitaban entre el Danubio y el Marisus, fueron vencidos por los godos de Geberico y solicitaron permiso a Constantino para entrar en el Imperio. El augusto les dejó asentarse en Panonia y por cuatro décadas estuvieron en calma obedeciendo las leyes romanas.
En su último año de campañas, 336, Constantino obtuvo nuevos éxitos en lo que una vez fue Dacia, consiguiendo el título de Dacicus maximus. Una inscripción en el antiguo castrum de Apulum (Alba Iulia) menciona una mujer llamada Ulpia, el nomen de Trajano, y Constantina, por el propio Constantino, lo que permite dar crédito a la afirmación de Flavio Claudio Juliano de que Constantino reconquistó todo el territorio dominado por Trajano.

## Consecuencias
El balance de las campañas de Constantino y sus hijos en el Danubio fue bastante positivo, especialmente en la cuenca inferior, manteniéndose estable hasta 375 al menos.

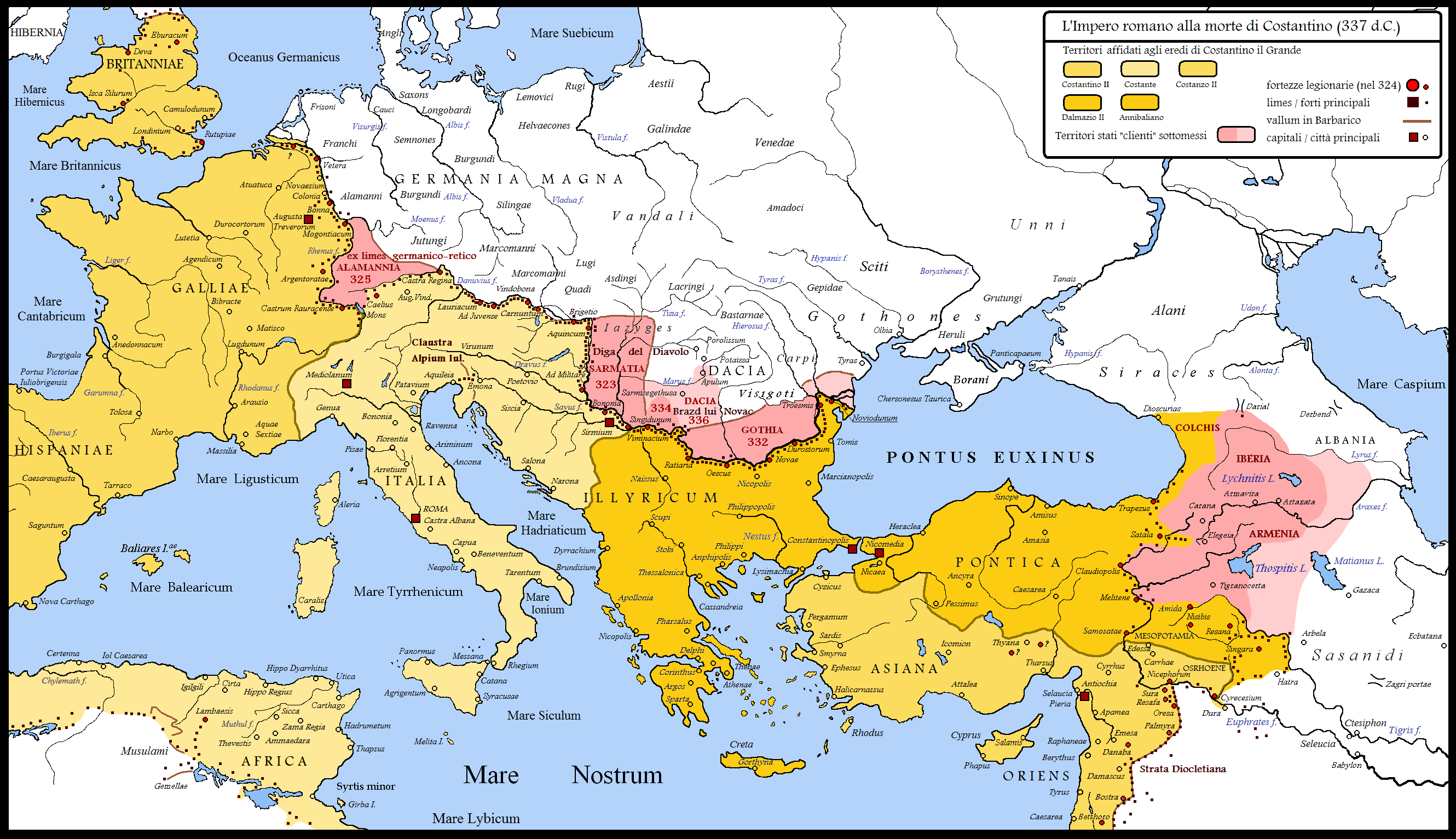
Mapa del Imperio al morir Constantino. En amarillo el territorio imperial y en rosado los territorios convertidos en vasallos.

En el Oriente, los romanos mantuvieron el control más o menos directo sobre Cólquida (o Lázica), Armenia, Iberia, donde el desfiladero de Darial estuvo vigilado por un fuerte romano hasta 369, y Ponto. En cambio, los sasánidas mantuvieron el control de Albania y los caminos que llevan al mar Caspio. Constantino realizó preparativos para una campaña contra los persas pero fue cancelada por su muerte en mayo de 337, esto permitió al rey Sapor II atacar, iniciándose una guerra que no acabaría hasta 363.

### Modernas
- Ardevan, Radu & Livio Zerbini (2007). La Dacia romana. Soveria Mannelli. ISBN 978-88-498-1827-7.
- Barnes, Timothy D. (1976). "Victories of Constantine". Revista Zeitschrift fur Papyrologie und Epigraphik, núm. 20, pp. 149-155.
- Barnes, Timothy D. (1981). Constantine and Eusebius. Cambridge: Harvard University Press. ISBN 978-0-674-16531-1.
- Barnes, Timothy D. (1982). The New Empire of Diocletian and Constantine. Cambridge: Harvard University Press. ISBN 0-7837-2221-4.
- Baroni, Anselmo (2009). Cronologia della storia romana dal 235 al 476. Volumen 19 de Storia Einaudi dei Greci e dei Romani. Milán: Einaudi.
- Cameron, Averil (1995). Il tardo impero romano. Milán: Il Mulino, editado por Elio Lo Cascio, traducción inglés-italiano por Mauro De Nardis & Pasquale Rosafio. ISBN 88-15-04887-1.
- Carrié, Jean-Michel (2008). "Eserciti e strategie". En Storia dei Greci e dei Romani: La Roma tardo-antica, per una preistoria dell'idea di Europa. Volumen 18. Milán.
- Grant, Michel (1984). Gli imperatori romani, storia e segreti. Roma: Newton Compton. ISBN 88-541-0202-4.
- Horst, Eberhard (1987). Costantino il Grande. Milán: Rusconi Libri. ISBN 9788818180091.
- Jones, Arnold Hugh Martin (1986). The Later Roman Empire: 284-602. A Social, Economic and Administrative Survey. Tomo II. Baltimore: Taylor & Francis. ISBN 0-8018-3285-3.
- Le Bohec, Yann (2008). Armi e guerrieri di Roma antica. Da Diocleziano alla caduta dell'impero. Roma: Caroni. ISBN 978-88-430-4677-5.
- Maxfield, V.A. (1989). "L'Europa continentale". En J. Wacher Il mondo di Roma imperiale a cura. Bari: Laterza.
- Mazzarino, Santo (1973). L'impero romano. Bari: Laterza. 3 vols. ISBN 88-420-2377-9.
- Mócsy, András (1974). Pannonia and Upper Moesia: a history of the middle Danube provinces of the Roman Empire. Londres: Routledge & K. Paul.
- Oliva, Pavel (1962). Pannonia and the onset of crisis in the roman empire. Praga: Československé akademie věd.
- Rémondon, Roger (1975). La crisi dell'impero romano, da Marco Aurelio ad Anastasio. Milán: Mursa.
- Rodríguez González, Julio (2003). Historia de las legiones Romanas. Madrid: Almena. ISBN 9788496170025.
- Scarre, Chris (1999). Chronicle of the roman emperors. Nueva York: Thames & Hudson. ISBN 0-500-05077-5.
- Schönberger, H. (1969). "The Roman Frontier in Germany: an Archaeological Survey". Revista Journal of Roman studies. Londres, vol 59, núm. 1-2, pp. 144-197.
- Southern, Pat (2001). The Roman Empire: from Severus to Constantine. Nueva York: Routledge. ISBN 0-415-23944-3.
- Whittaker, C. R. (1997). Frontiers of the Roman empire. A social ad economic study. Baltimore: Johns Hopkins University Press. ISBN 9780801857850.
- Williams, Stephen (1995). Diocleziano. Un autocrate riformatore. Génova: ECIG. Traducción italiano-inglés por A. Colella Gafofalo. ISBN 88-7545-659-3.

- Datos: Q3651739